# 伊賀良村
伊賀良村（いがらむら）は長野県下伊那郡にあった村。現在の飯田市中心部の南西、中央自動車道の飯田インターチェンジ周辺にあたる。

## 歴史
- 1875年（明治8年）1月23日 - 筑摩県伊那郡大瀬木村・北方村・上殿岡村・下殿岡村・三日市場村・中村が合併して伊賀良村（第1次）となる。
- 1876年（明治9年）8月21日 - 長野県の所属となる。
- 1881年（明治14年）8月12日 - 伊賀良村が分割して北方村・大瀬木村・上殿岡村・下殿岡村・三日市場村・中村となる。
- 1879年（明治12年）1月4日 - 郡区町村編制法の施行により6村が下伊那郡の所属となる。
- 1889年（明治22年）4月1日 - 町村制の施行により、大瀬木村・北方村・上殿岡村・下殿岡村・三日市場村・中村の区域をもって伊賀良村（第2次）が発足。
- 1956年（昭和31年）9月30日 - 飯田市・座光寺村・松尾村・竜丘村・三穂村・山本村・下久堅村と合併し、改めて飯田市が発足。同日伊賀良村廃止。

## 交通

### 道路
現在は旧村域に中央自動車道の飯田インターチェンジが所在するが、当時は未開通。